# Cyathophorella adiantum
Cyathophorella adiantum là một loài rêu trong họ Daltoniaceae. Loài này được Griff. M. Fleisch. mô tả khoa học đầu tiên năm 1908.